# Станіслао Еспозіто
Станіслао Еспозіто (італ. Salvatore Toscano) - італійський морський офіцер.
Ніс службу у Королівських військово-морських силах Італії під час Другої світової війни. 

## Життєпис
Станіслао Еспозіто народився 15 липня 1898 року в Авелліно. У 1913 році вступив у Військово-морську академію в Ліворно, яку закінчив у 1917 році, отримавши звання гардемарина. Брав участь у Першій світовій війні, несучи службу на лінкорах «Кайо Дуіліо» і «Джуліо Чезаре».
У 1918 році отримав звання молодшого лейтенанта, у 1921 році - лейтенанта.
Ніс службу на есмінці «Алессандро Поеріо», брав участь у воєнних діях в Албанії у 1920 році.
У 1926 році призначений помічником капітана на есмінці «Беттіно Рікасолі». Потім проходив службу на різних кораблях та підводних човнах італійського флоту.
З 1927 по 1929 роки працював у Технічному відділі з озброєнь у Венеції. Проходив службу на різних кораблях та підводних човнах флоту.
У 1930 році отримав звання капітана III рангу. Потім ніс службу на крейсері «Барі».
У 1935 році отримав звання капітана II рангу, брав участь у Другій італо-ефіопській війні.
20 березня 1938 року призначений капітаном есмінця «Шірокко».
8 листопада 1940 року отримав званні капітана I рангу, 26 травня 1941 року призначений командувачем XVI ескадри міноносців, його флагманським кораблем був «Ніколозо да Рекко».
У квітні 1942 року призначений капітаном крейсера «Тренто».
Брав участь в Битві у середині червня.
15 червня 1942 року, під час операції «Вігорос» проти британського конвою на Мальту у «Тренто» влучили 2 торпеди, запущені з торпедоносця Bristol Beaufort, внаслідок чого він втратив хід. За 4 години у точці з координатами 36°10′ пн. ш. 18°40′ сх. д. / 36.167° пн. ш. 18.667° сх. д. корабель був помічений британським підводним човном «Умбра», який здійснив торпедну атаку. У крейсер влучили 2 торпеди, вибух яких спричинив детонацію погребів боєзапасу і корабель швидко затонув. Загинули 497 чоловік, в тому числі Станіслао Еспозіто.

## Нагороди
- Срібна медаль «За військову доблесть»
- Золота медаль «За військову доблесть»

## Вшанування
На честь Станіслао Еспозіто планувалось назвати один з есмінців типу «Команданті Медальє д'Оро», але будівництво не було завершене.